# Jevpatorija
Jevpatorija, även Eupatoria, (ryska: Евпато́рия, krimtatariska; ukrainska: Євпато́рія: Kezlev uttal (fil); armeniska: Եվպատորիա - Євпаторія) är en stad belägen på Krims sydvästkust. Folkmängden uppgår till cirka 100 000 invånare.

## Historik
En grekisk koloni anlades på platsen på 400-talet före Kristus. Det nuvarande slaviska namnet kommer av grekiska Eupatoria; det krimtatariska från khazariska Güzliev, "vackert hus". Osmanerna befäste handelsplatsen vid stadens nuvarande läge på 1500-talet.